# Cryptochiridae
De Cryptochiridae zijn een familie van krabben (Brachyura) uit de superfamilie Cryptochiroidea. De wetenschappelijke naam van de familie werd in 1875 voorgesteld door Otto Mikhailovich Paul'son.

## Geslachten
De Cryptochiridae omvatten volgende geslachten:
- Cecidocarcinus Kropp & Manning, 1987
- Cryptochirus Heller, 1861
- Dacryomaia Kropp, 1990
- Detocarcinus Kropp & Manning, 1987
- Fizesereneia Takeda & Tamura, 1980
- Fungicola Serène, 1966
- Hapalocarcinus Stimpson, 1859
- Hiroia Takeda & Tamura, 1981
- Lithoscaptus A. Milne-Edwards, 1862
- Luciades Kropp & Manning, 1996
- Neotroglocarcinus Takeda & Tamura, 1980
- Opecarcinus Kropp & Manning, 1987
- Pelycomaia Kropp, 1990
- Pseudocryptochirus Hiro, 1938
- Pseudohapalocarcinus Fize & Serène, 1956
- Sphenomaia Kropp, 1990
- Troglocarcinus Verrill, 1908
- Utinomiella Kropp & Takeda, 1988
- Xynomaia Kropp, 1990
- Zibrovia Kropp & Manning, 1996